# Lia Manoliu
Lia Manoliu (Rumania, 25 de abril de 1932-9 de enero de 1998) fue una atleta rumana, especializada en la prueba de lanzamiento de disco en la que llegó a ser campeona olímpica en 1968. Fue la primera mujer que participó en seis Juegos Olímpicos seguidos.

## Biografía
Manoliu nació en Chisináu, Moldavia y practicó diferentes deportes como tenis, tenis de mesa, voleibol y baloncesto. Se licenció en Ingeniería Eléctrica y hablaba inglés, francés, italiano, alemán y ruso, además de rumano. Tras su carrera como deportista siguió vinculada al mundo del atletismo y ocupó diferentes cargos: fue vicepresidenta y entre 1990 y 1998 presidenta del Comité Olímpico de Rumanía. También formó parte de la Comisión de la Academia Internacional Olímpica y de la Comisión de la Mujer de la IAAF, de la Comisión Ejecutiva de la Asociación de Comités Olímpicos Europeos y del Foro Internacional de la Mujer. También formó parte del jurado de los Premios Príncipe de Asturias de los Deportes presidido por Juan Antonio Samaranch.  Murió en 1998 a la edad de 66 años a consecuencia de las complicaciones surgidas en una operación de tumor cerebral. Sus restos reposan en el Cementerio de Bellu.

## Carrera deportiva
En su palmarés contó con haber quedado sexta en Helsinki'52, novena en Melbourne'56 y bronce en Roma'60 y Tokio'64. En los JJ. OO. de México 1968, a la edad de 36 años, ganó la medalla de oro en el lanzamiento de disco, llegando hasta los 58.28 metros que fue récord olímpico, quedando en el podio por delante de la alemana Liesel Westermann (plata) y la húngara Jolán Kleiber-Kontsek (bronce con 54.90 metros). Es la mujer más veterana en conseguirlo; de hecho, a punto estuvo de no participar en estos juegos porque se la consideraba demasiado mayor, ante lo cual se entrenó sola y consiguió clasificarse. En un entrenamiento días antes de la final se lesionó lo cual la obligó a jugarse todas sus opciones a un único lanzamiento. Su carrera deportiva finalizó con un noveno puesto en Múnich'72.

## Premios y reconocimientos
- 1973 premio Fair Play de la UNESCO[2]
- 1990 se le pone su nombre al Estadio Nacional de Bucarest.[2][3]
- 1993 concesión de la Orden Olímpica.[2]